# Armando Crispino
Armando Crispino (Biella, 18 de octubre de 1924-Roma, 6 de octubre de 2003) fue un director de cine y guionista italiano.

## Biografía
Armando Crispino nació en Biella, en la región de Piamonte. Dirigió nueve películas entre 1966 y 1975, y escribió nueve guiones que se convirtieron en largometrajes por la misma época. También dirigió dos filmes de terror, Macchie solari y L'etrusco uccide ancora.

## Filmografía
- 1981 - Due donne
- 1975 - Macchie solari
- 1974 - La badessa di Castro
- 1972 - Un uomo dalla pelle dura
- 1972 - L'etrusco uccide ancora
- 1969 - Faccia da schiaffi
- 1968 - Commandos
- 1967 - John il bastardo
- 1967 - Que en paz descansen
- 1966 - Rififí ad Amsterdam
- 1965 - Una bella grinta
- 1960 - Vento del Sud